# LernSax
LernSax ist eine vom sächsischen Landesamt für Schule und Bildung verantwortete webbasierte E-Learning-Plattform im Bundesland Sachsen. Die Plattform hatte im Juni 2020 rund 450.000 Nutzer. LernSax ist ein Modul von „MeSax-Medienbildung in Sachsen“ und ist über aktuelle Browser auf PC, Notebook, Tablet-PC oder Smartphone sowie in Teilen über eine mobile App nutzbar.

## Aufgaben
Der Anwendungsbereich der Plattform umfasst neben der pädagogischen Arbeit in virtuellen Klassenräumen auch Aufgaben der Schulorganisation und die direkte Kommunikation zwischen Lehrkräften und Schülern in der eigenen Schule und darüber hinaus mit anderen Mitgliedern der Plattform.
Ein Einsatz von LernSax ist in vor- und nachbereitenden Lernphasen ebenso möglich, wie eine Integration in die Unterrichtsarbeit. Die Plattform soll Lehrkräften ein hohes Maß an Flexibilität bei der Planung, Vorbereitung und Durchführung von Unterricht ermöglichen. In Phasen von Schulschließungen unterstützt LernSax die Organisation des gesamten Lernprozesses: von der Übermittlung von Aufgabenstellungen, Vermittlung, Übung und Festigung bis zum Feedback und der Leistungsbewertung. LernSax soll das internetbasierte kooperative Arbeiten und kreative und schülerzentrierte Lehr- und Lernformen unterstützen sowie die Medienkompetenz und den Umgang mit Informationstechnologien verbessern.

## Einzelne Funktionen
Über die Funktion „In Verbindung bleiben“ können Lehrkräfte über das interne Kommunikationssystem mit Schülern, Eltern und Kollegen Informationen austauschen. Dafür stehen verschiedene Wege zur Verfügung: E-Mail, Kurznachrichten, Chats, Foren, Pinnwände, Videotelefonate und Videokonferenzen.
Über die Funktion „Lernprozesse planen und realisieren“ erteilen Lehrkräfte Schülern Arbeitsaufträge über Lernpläne und Lernmodule. LernSax hilft dabei, den Arbeitsstand der Schüler zu verfolgen und Unterstützungsbedarf schnell zu erkennen. Die Schüler arbeiten direkt im System oder laden ihre Ergebnisse selbstständig hoch. Der aufwändige E-Mail-Verkehr mit anschließender Dateiablage durch die Lehrkraft entfällt. Die Lehrkraft kann die Arbeiten der Schüler im System kontrollieren und direkt über LernSax ein Feedback geben. Die Schüler können in ihrem Lerntagebuch den Lernfortschritt selbstständig dokumentieren.
Unter „Mit Medien aus dem Material-Pool arbeiten“ stellt der LernSax-Materialpool neben freien Ressourcen (OER) auch alle online verfügbaren Inhalte der Mesax-Mediathek zur Gestaltung von Unterrichtssequenzen oder für das selbstständige Lernen der Schüler bereit. Schüler können im Material-Pool frei recherchieren oder auf Medien zugreifen, die vom Lehrer zugewiesen werden. Medien aus dem Material-Pool können in Aufgaben und Lernmodule unmittelbar integriert werden.
„Videounterstützt unterrichten“ ermöglicht synchronen Fernunterricht mit Vorlesungs- und Seminarcharakter. Dafür steht das integrierte Seminarwerkzeug Edudip zur Verfügung. Das Werkzeug verfügt über umfangreiche Funktionen, die frontale Unterrichtsphasen, aber auch Zusammenarbeit in der Gruppe ermöglicht. Folgende Unterrichtsphasen können umgesetzt werden: Aktivierung, Instruktion, Kooperation, Demonstration, Abstimmung und Festigung. Darüber hinaus lässt sich LernSax-Konferenz auch für Lehrerkonferenzen oder Elternabende nutzen.
„Schulorganisation digitalisieren“ ist das Modul zur Ressourcenplanung und dient der Verwaltung von Büchersätzen, Räumen oder beweglicher Schulausstattung. Das Modul „Sprechstunden“ stellt eine Planungs- und Buchungsoberfläche für Sprechtage oder Kontaktstunden des Schulsozialarbeiters bereit. Kalender, Aufgaben, Formulare und Dateiablagen unterstützen die Organisation schulischer Abläufe.
LernSax wird von den Modulen „MeSax-Mediathek“, deren Inhalte auch in LernSax direkt verfügbar sind und vom Modul „Wissensportal“, dessen Ziel es ist, Schulen auf dem Weg zur Digitalisierung mit umfassenden Informationen zu begleiten, flankiert.

## Entwicklung
LernSax basiert auf der Lösung WebWeaver, die bereits seit 2004 als Lern-, Arbeits- und Kommunikationsplattform in Bildungsinstitutionen, Verbänden, Projekten und Netzwerken in Deutschland und in der Schweiz eingesetzt wird.
LernSax wurde 2014 durch das sächsische Bildungsinstitut erstmals öffentlich präsentiert. 2020 wurde LernSax in ganz Sachsen eingeführt. Über 500.000 Nutzer haben durch die Anbindung an die MeSax-Mediathek direkten Zugriff auf Bildungsmedien.
Für die Einführung von LernSax steht Schulen ein umfangreicher Support zur Verfügung.

## Kritik
Die Lernplattform wies zu Beginn der COVID-19-Pandemie bedingt durch die kurzfristige Vervielfachung der Nutzerzahl massive Störanfälligkeiten auf, welche teilweise auch zum Ende des Jahres 2020 noch bestanden Eine der Ursachen war ein Update des Videokonferenzsystems edudip, das auch auf die Verbesserung des Systems zur Bereitstellung des virtuellen Klassenzimmers (30+1) ausgerichtet war. Mit Beginn des Jahres 2022 wurde die edudip-Einbindung entfernt. Für Videokonferenzen wird in LernSax seitdem das Open-Source-System BigBlueButton genutzt.